# Warrego Valles
Warrego Valles je údolí či řečiště na povrchu Marsu, nacházející se v oblasti Thaumasia. Snímky z výzkumných misí Mariner 9 a Viking Orbiter ukázaly spletitou síť údolí Warrego. Důkazy poukazují na to, že dříve mohl být Mars teplejší a povrch mohl být více vlhký, dokonce mohli být přítomné občasné přeháňky, nebo sněžení. Nicméně po zveřejnění detailnějších snímků bylo viditelné, že je údolí přerušované a je velmi staré. Některé úseky se větví a Warrego Valles byl sledován sondou THEMIS i MOC (Mars orbiter camera).